# 英年早逝 (书籍)
英年早逝：罗伯特·恩克的悲剧（A Life Too Short: The Tragedy of Robert Enke）是罗纳德·灵于2010年出版的傳記作品，書中的主人公是前汉诺威96足球俱乐部的队长、曾经的德国男足守門員罗伯特·恩克。罗伯特·恩克与抑郁症斗争了6年后，于2009年11月10日自杀身亡。

## 概要
这本书详细介绍了恩克的人生，着重讲述他与抑郁症作斗争的岁月。罗纳德·灵也着重讲述了自己与恩克的友谊，两人原本约好一同完成这本传记。

## 反響
《英年早逝》在问世后收获好评，于2011年获得威廉·希尔年度体育书籍奖。《卫报》如此评价《英年早逝》：“富于表现力，感情细腻”（eloquent and sensitive），威廉·希尔年度体育书籍奖的创始人之一格雷厄姆·夏普（Graham Sharpe）则说《英年早逝》一书是“体育题材的文学作品中的佳作”（an outstanding piece of sportswriting）。